# Echte Chamäleons
Die Echten Chamäleons (Chamaeleoninae) sind eine Unterfamilie der Chamäleons (Chamaeleonidae).  

## Systematik
Die Einteilung der Chamäleons in die Unterfamilien Echte Chamäleons (Chamaeleoninae) und Stummelschwanzchamäleons (Brookesiinae)  ist allgemein anerkannt, allerdings ist die Zuordnung einiger Gattungen umstritten. So kommen Conrad A. Matthee, Colin R. Tilbury und Ted Townsend in einem 2004 veröffentlichten Artikel über eine eingehende molekularbiologische Analyse von Proben aus 83 Individuen der Gattung Rhampholeon und deren Vergleich unter anderem zu dem Schluss, dass die Stellung der Gattungen Rhampholeon und Rieppeleon innerhalb der Chamaeleonidae geändert werden sollte, da sich in den Untersuchungen eine Zuordnung zur Unterfamilie der Chamaeleoninae herausgestellt hat. Als weitere Konsequenz daraus würde die Unterfamilie der Brookesiinae nur noch die Gattung Brookesia umfassen. Die hier dargestellte Übersicht folgt dem ITIS Report, der diese Forderung unberücksichtigt lässt:
Zur Unterfamilie echte Chamäleons werden 7 Gattungen gezählt und ein Großteil der Chamäleonarten gezählt.
- Gattung Archaius Gray, 1865
- Gattung Bradypodion Fitzinger, 1843
- Gattung Calumma Gray, 1865
- Gattung Chamaeleo Laurenti, 1768
  - Untergattung Chamaeleo Laurenti, 1768
  - Untergattung Trioceros Swainson, 1839
- Gattung Furcifer Fitzinger, 1843
- Gattung Kinyongia Tilbury, Tolley & Branch, 2006
- Gattung Nadzikambia Tilbury, Tolley & Branch, 2006